# 聖瑪麗斯 (堪薩斯州)
聖瑪麗斯（英語：St. Marys）是一個位於美國堪薩斯州波特瓦特米縣和沃邦西縣的城市。

## 地方資料
根據2020年美國人口普查的數據，聖瑪麗斯的面積為3.05平方千米，當中陸地面積為3.05平方千米，而水域面積為0.00平方千米。當地共有人口2759人，而人口密度為每平方千米904.59人。